# Culicoides castillae
Culicoides castillae är en tvåvingeart som beskrevs av Fox 1946. Culicoides castillae ingår i släktet Culicoides och familjen svidknott. Inga underarter finns listade i Catalogue of Life.